# Peraire
|  | Per a altres significats, vegeu «Josefina Peraire». |

Peraire és un indret al terme municipal de Conca de Dalt, a l'antic terme de Toralla i Serradell, al Pallars Jussà, en territori que havia estat del poble de Torallola. És al sud-oest de Torallola i al nord-est de Sensui. És a l'esquerra, però una mica lluny, del barranc de Sensui, al sud-est de los Seixos i de les Escometes, al nord-est de la Boïga i de la Llenguadera, a ponent de la Montada. La Pista de Toralla a Torallola passa pel costat de ponent d'aquesta partida.